# Le Cose Che Vivi
Le Cose Che Vivi – trzeci studyjny album włoskiej piosenkarki Laury Pausini, wydany w dniu 12 września 1996 roku. Album został również wydany w języku hiszpańskim pod nazwą Las cosas que vives w dniu 9 listopada 1996 roku.

## Lista utworów

### Le Cose Che Vivi
1. Le cose che vivi
2. Ascolta il tuo cuore
3. Incancellabile
4. Seamisai
5. Angeli nel blu
6. Mi dispiace
7. Due innamorati come noi
8. Che storia e
9. 16/5/75
10. Un giorno senza te
11. La voce
12. Il mondo che vorrei